# Villepinte (Seine-Saint-Denis)
Villepinte é uma comuna francesa situada no departamento de Seine-Saint-Denis, na região da Île-de-France.

## Geografia

### Localização
Villepinte está localizada a 18 km a nordeste do centro de Paris e a 14 km da Porte de Pantin, no coração da plaine de France.
Na parte sul, ainda existem áreas florestais, vestígios da antiga floresta de Bondy : o bosque de la Tussion, e o parque florestal departamental da Poudrerie de Sevran, separados um do outro pela linha ferroviária de Paris a Hirson e o canal de l'Ourcq.

### Comunas vizinhas
As comunas limítrofes de Villepinte são :
- Tremblay-en-France (leste e norte)
- Aulnay-sous-Bois (oeste)
- Sevran (sudoeste)
- Vaujours (sudeste)
- Gonesse (ponta noroeste).

### Transportes
Villepinte está perto do Aeroporto de Roissy-Charles-de-Gaulle, localizado a poucos quilômetros a norte da comuna e onde uma grande parte das instalações e o direito de passagem estão na comuna vizinha de Tremblay-en-France.
Três estações do RER B servem a comuna :
- estação de Villepinte (RER B ramo B3 Roissy - Aeroporto Charles-de-Gaulle)
- estação do Parc des Expositions (RER B ramo B3 Roissy - Aeroporto Charles-de-Gaulle)
- estação de Le Vert-Galant (RER B ramo B5 Mitry - Claye)

## Toponímia
O lugar é mencionado na forme Villa picta em um ato de Hilduin, abade de Saint-Denis, que datam de 22 de janeiro de 832 e partilhando os bens da abadia, entre o abade e os monges, e, em seguida, na carta de Carlos o Calvo em 19 de setembro de 862, confirmando a nova divisão do abade Louis, que capturou a um dos Hilduin.
É uma formação medieval em Ville- no velho sentido de "vila, aldeia". O segundo elemento é provavelmente o francês antigo peinte, do verbo peindre, que evoca as diferentes cores dos edifícios.
Homonímia com Pithienville (Eure, Peintevilla para 1165, Pintevilla 1392), característica do modo de composição inverso.

## História

### Uma antiga vila do Pays de France
Localizada no coração da planície cerealífera do pays de France, no nordeste de Paris, o território da comuna parece ter sido habitada desde o neolítico (ferramentas de sílex deste período foram desenterradas via des Prés). Durante a antiguidade, o lugar foi habitado pela tribo gaulesa dos Parisii, isto é até a conquista romana do século I a.C., como evidenciado por vários fragmentos de cerâmica de la Tène final descobertos pela prospecção. Escavações permitiram a descoberta de um poço datando do Alto Império, atestando a ocupação do sítio na época galo-romana. A partir do século IX, Villa picta é relatada como uma posse da poderosa abadia de Saint-Denis, depois que as terras foram cedidas pelo imperador Luís o Piedoso, cerca de 830. O rei Roberto II o Piedoso tem renunciado em 1008 aos direitos da justiça que ele a deteve, ela é constituída em castelania, território em que o senhor castelão, neste caso o abade de Saint-Denis, tem um castelo e onde ele exerce o seu poder de comando, da polícia e de justiça. Na verdade, uma morada fortificada construída pelos abades é atestada em 1387. Ela é usado como um local de residência para os abades, quando eles vêm para o domínio de Villepinte. No entanto, é a família Le Bouteiller de Senlis que possui o senhorio de Villepinte de 1099 até o século XIII, antes de vendê-la em 1281 à abadia, que alarga o seu domínio. A família de Pomponne possui também um feudo em Villepinte que Renaud de Pomponne e sua esposa, Marguerite, cederam igualmente para a abadia em 1283. Originalmente, a pequena vila, localizada perto do riacho do Sausset, é anexada à paróquia de Saint-Médard de Tremblay, mas o crescimento demográfico do século XIII, levou à criação da paróquia de Villepinte em 1279. A capela do castelo foi então erigida em igreja paroquial e titulada para a Virgem (Notre-Dame-de-l'Assomption), a nomeação do pároco no interior da abadia de Saint-Denis.

### Do castelo ao sanatório

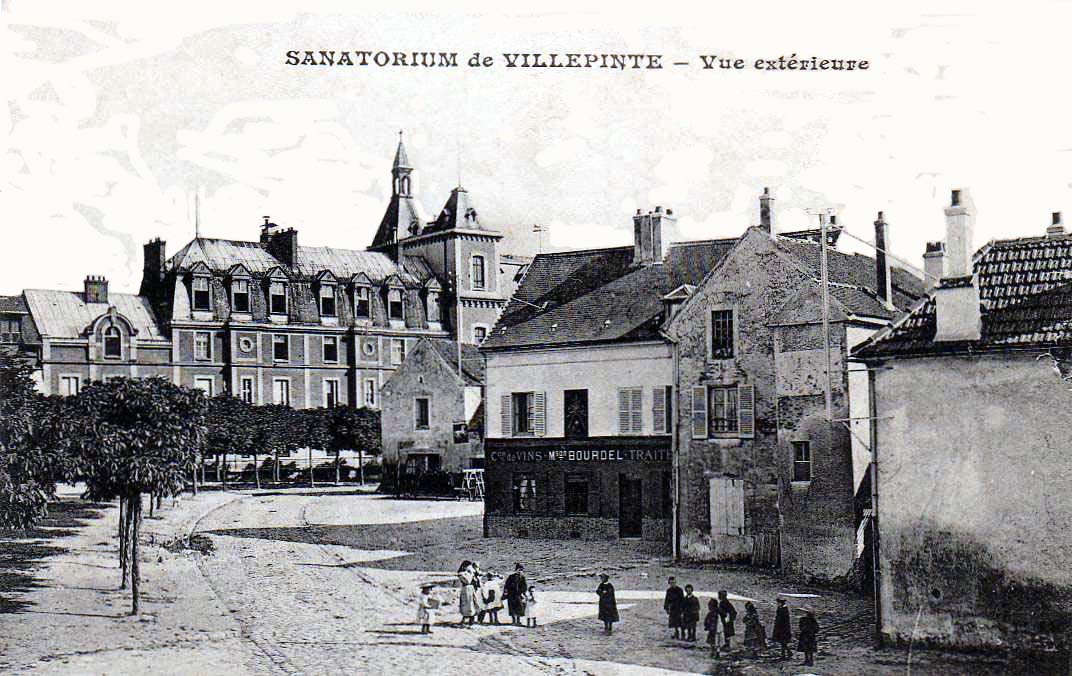
Sanatório de Villepinte - Vista para o exterior.

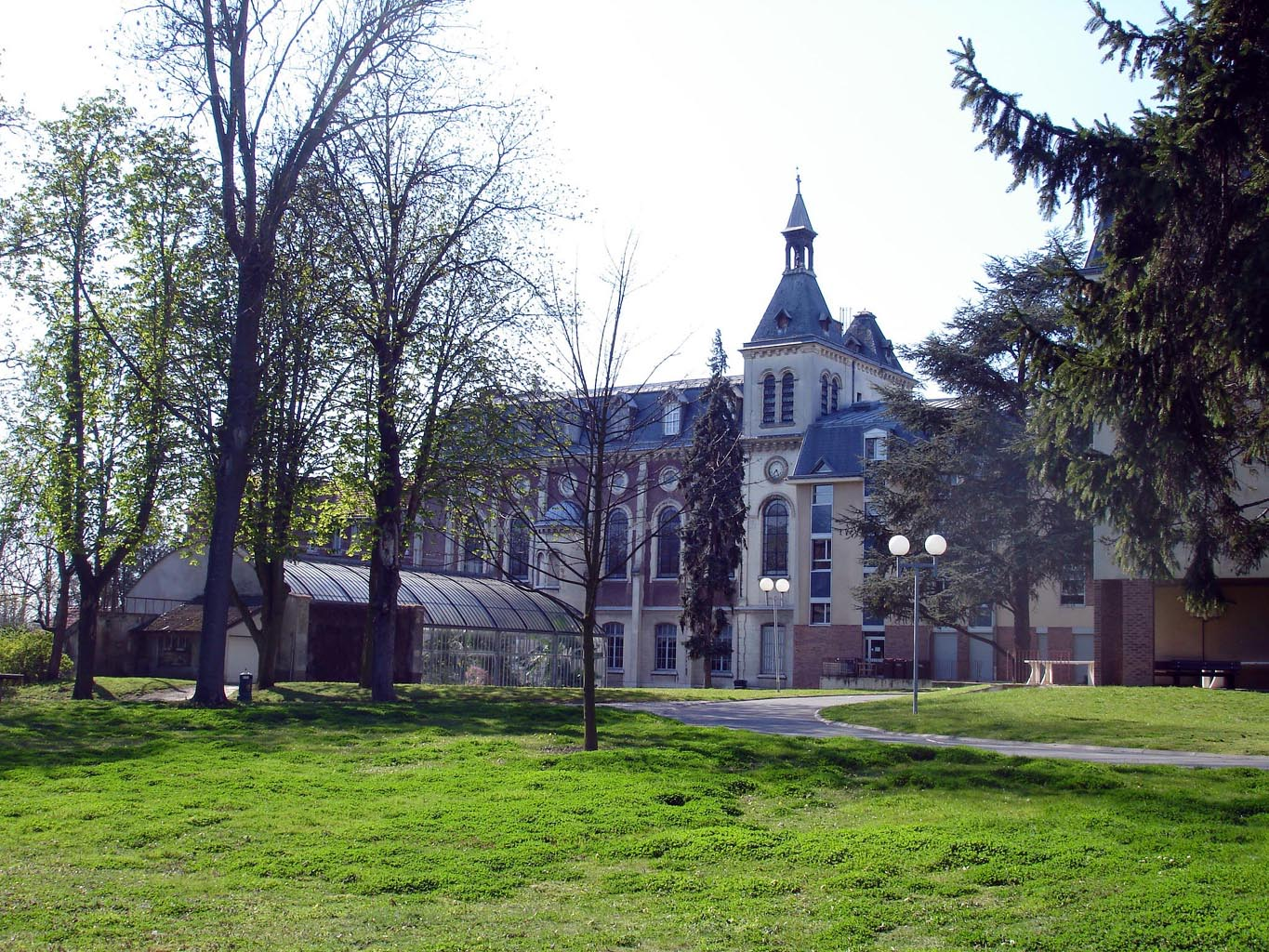
O Château rouge, hoje estabelecimento hospitalar.

No século XVII, a cidade serve como o local de residência "no país," para a família Bignon, de ricos burgueses parisienses. Em 1652, Jérôme Bignon (1627-1697), advogado-geral do Parlamento de Paris, conselheiro de Estado e grão-mestre da Biblioteca do rei, comprou os feudos e as casas para os herdeiros de Jean de Flesselles (†1649), secretário do Conselho de Estado e presidente da Câmara de contas de Paris. Entre essas propriedades, o castelo em que ele residiu foi construído por volta de 1640. É uma morada de estilo Luís XIII, composta por três edifícios. Leva o nome de "château Bignon" até a Revolução. Em 1790, Armand-Jérôme, filho de Jérôme-Frédéric Bignon, vendeu a propriedade, e o castelo é agora simplesmente chamado de "castelo de Villepinte", e depois de "château rouge", por causa do revestimento, gravado e pintado onde são revestidos os falsos-tijolos das fachadas dos andares.
A propriedade, que é o castelo rodeado por um parque de 11 hectares, foi adquirida em 1881 pelas religiosas de Santa Maria Auxiliadora, que formaram logo um "hospício" destinado a acolher meninas com tisica (tuberculose pulmonar), o Asile Sainte-Marie. Na verdade, Villepinte tem a reputação de ser "uma pequena vila onde o ar é muito puro, o horizonte é muito vasto e o silêncio muito profundo", de acordo com as palavras relatado pelo doutor Lefèvre, médico de Livry, um dos iniciadores do projeto do sanatório, onde um projeto tinha sido feito em 1877 no local tornado rapidamente pequeno demais. Porque há bem um sanatório, o primeiro verdadeiro hospital de tísicos na França. O sanatório foi alargado, em 1886, pela construção de um "pavillon des Tourelles" e um jardim de inverno é apresentado em 1888, diretamente ligado ao castelo. Um novo edifício foi construído de 1890 a 1892 na expansão do antigo castelo e do pavillon des Tourelles, e depois um novo pavilhão com um laboratório de bacteriologia em 1896. O sanatório de Villepinte está ainda hoje na vanguarda dos tratamentos contra a tuberculose. O ala do castelo com vista para o parque, considerado muito degradada, foi destruída em 1907 para dar lugar a um novo pavilhão.
Mas o "château rouge" não foi o único da comuna. A existência do castelo de Citole é mencionada em uma carta do século XVII, mas não se sabe precisamente quando ele foi criado. No século seguinte, foi ocupada pela filha de Armand-Jérôme Bignon, a segunda esposa de Armand-Thomas Matiz de Miromesnil, o presidente do parlamento da Normandia, e a sua seguidora. E então, o tenente-general Dumas, político dos diferentes regimes, da Revolução à Monarquia de Julho, feito conde do Império, teve o castelo, que foi para ele uma residência no campo. No início do século XIX a 1857, data da sua demolição, o castelo é habitado durante todo o ano pela sua família, e, em seguida, pelo de seu filho, o conde Christian Dumas, que também é um tenente-general e político, ajudante-de-campo do rei Luís Filipe I, e os seus servos. Em 1859, Jules Doazan, um rico burguês que exerceu a profissão de corretor em Paris, construiu a presente villa do Citole. Ele queria desfrutar a paisagem e o ar fresco, mantendo-se perto da capital. Durante o século XX, ricos proprietários de sucesso, incluindo Félix Houphouët-Boigny, que detém o Citole, de 1952 a 1957, e que mais tarde tornou-se o primeiro presidente da Costa do Marfim, de 1960 a 1993.

### Villepinte em face das guerras
Vila tranquila, Villepinte teve no entanto sofrido com as oscilações das guerras civis e conflitos internacionais, que têm afetado a Ilha de França. Durante a Fronda dos Príncipes (1650-1653), Carlos IV, duque da Lorena, solicitado pelo duque de Orleans, chegou ao pays de France com seu exército em 1652 e ali ficou por alguns meses. Enquanto seus soldados envolveram-se na pilhagem e na perseguição que fugiram os habitantes das aldeias vizinhas, aqueles de Villepinte sofreram menos na medida em que Carlos IV da Lorena estabeleceu seu acampamento.
Durante o século XIX, a comuna sofreu diversas vezes com a ocupação de exércitos estrangeiros. Este é o caso durante a campanha da França de 1814, durante o qual o marechal prussiano Blücher, comandante do exército da Silésia, e estabeleceu a sua sede após a infantaria russa de contagem de Vorontsov, tinha ocupado o centro, o grande-guarda do general francês Compans, que ainda mantinham a Vert-Galant atirando contra os postos avançados do inimigo, as tropas que tinham a recuar e retirar-se para Paris pela floresta de Bondy. No dia 30 de março, os militares da coligação deixaram Villepinte, a pé, em Paris, que capitulou em 1 de abril, colocando um primeiro fim ao Primeiro Império. Depois de Cem Dias, e com a derrota de Napoleão em Waterloo, mais de 4 000 soldados prussianos com seus 953 cavalos e oito cavaleiros ingleses se estabeleceram em Villepinte do final do mês de junho ao meio do mês de outubro de 1815, deixando uma lembrança amarga para os habitantes. O pessoal das tropas prussianas residiram no castelo da Citole, e depois na propriedade do tenente-general Dumas. Sem dúvida, é esta lembrança amarga que explica que a abordagem dos exércitos prussianos em 1870, de responder à chamada do subprefeito de Pontoise, secundada pelo prefeito, a maioria dos habitantes foram removidos para Paris, e os homens foram, em seguida, serviu na Guarda nacional. A ocupação da vila e a sua terra tem a duração de um ano, de setembro de 1870 a setembro de 1871.

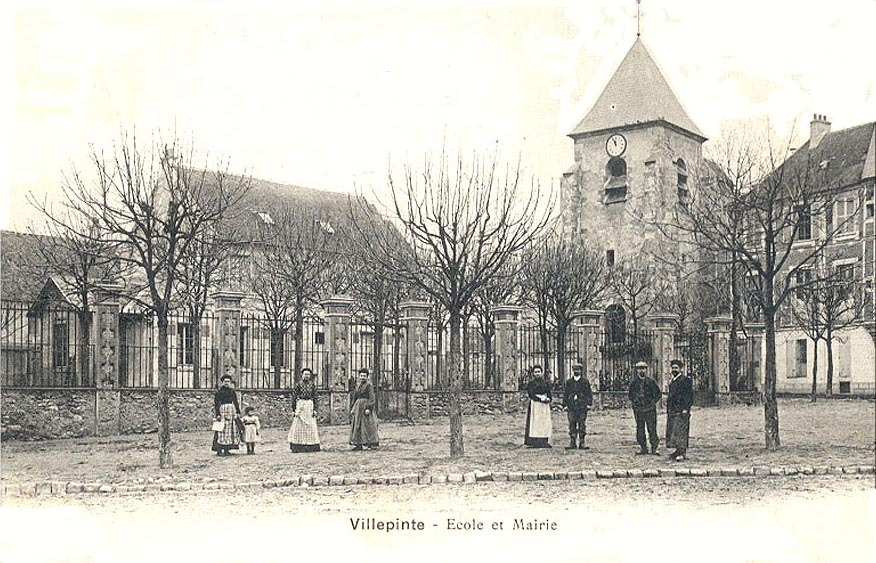
Villepinte - escola e prefeitura.

O território de Villepinte é poupado durante a Primeira Guerra Mundial, apesar de a abordagem das tropas alemãs, graças à vitória das forças francesas na batalha do Marne ; no entanto, a falta de braços em seis grandes fazendas da comuna levou a empregar muitos trabalhadores agrícolas belgas, e o "castelo Picpus" foi transformado em uma um hospital de guerra temporário, por ordem do ministério da Guerra, para cuidar dos soldados gaseados no fronte.
Este não é o caso, no entanto, durante a Segunda Guerra Mundial. As tropas alemãs do décimo-oitavo exército chegam na comuna em 13 de junho de 1940, que resistem os soldados da 1a companhia do 24o batalhão de caçadores alpinos : combate ao nível da estação de Le Vert-Galant. Em retaliação, quinze civis tomados como reféns pelos Alemães foram executados em 14 de junho de 1940 na manhã. O hospital intercomunal, cuja construção foi concluída em 1939, foi requisitado pelas tropas de ocupação alemãs em 26 de outubro de 1942 para se tornar uma das maiores casernas da região parisiense. Eles acrescentam ainda mais blockhaus em todo o edifício central. Em 11 de novembro de 1942, trinta e seis membros da comunidade judaica de Villepinte, instalada desde a década de 1930 nos loteamentos de Le Clos-Montceleux e de Le Vert-Galant, foram presos ao mesmo tempo que cinquenta outros Judeus das comunas de Aulnay-sous-Bois, Sevran e Livry-Gargan, e reunidos na escola Victor-Hugo de Sevran. Três dias mais tarde, eles são levados para Drancy e, em seguida, eles foram deportados para o campo de Auschwitz pelo comboio de 11 de novembro de 1942. Ninguém retornou. Violentos bombardeios por tropas aliadas tiveram lugar em 18 de agosto, seguido por ações de resistência realizadas por um grupo de FTPF em 18 de agosto, e depois lutando contra as tropas alemãs, em 28 e 29 de agosto. A cidade foi então libertado pelos aliados anglo-americanos e pelas FFI. As tropas americanas substituíram os soldados alemães no hospital até 1946. Nomeado por delegação especial em 1941, o prefeito, Albert Dauvergne, é reeleito em 1945. Enquanto ele foi condecorado com a Legião de Honra por atos de resistência, um relatório produzido em 2013 sobre a prisão de judeus em Villepinte em 1942 lançou dúvidas sobre seu passado.

### A urbanização de Villepinte
Villepinte ainda era uma vila, sede de uma comuna rural, agrícola e florestal no rescaldo da Primeira Guerra Mundial. O sul da comuna no entanto já foi transformado no século XIX pela escavação do canal de derivação do Ourcq (1808-1813), destinado a navegação e ao abastecimento de água potável da cidade de Paris, a construção da linha ferroviária de Paris a Soissons (1860-1862), cujo traçado é paralelo ao canal sobre os territórios de Sevran, Villepinte e Tremblay, e o desenvolvimento em 1873 pelo exército da parte norte da floresta de Bondy, em poudrerie nacional, a de Sevran-Livry. Os primeiros loteamentos residenciais (Vert-Galant, a partir do compartilhamento do domínio do Vert-Galant por doze empresas, cidades-jardins de Bellevue, Clos de Montceleux) são construídos no início da década de 1920, ao norte da parada da linha dos chemins de fer du Nord indo de Paris a Soissons, conhecida como Vert-Galant : assim, 7 % da área da comuna foi loteada entre 1920 e 1930.

## Geminação
- Schwendi (Alemanha), na região de Baden-Württemberg.

## Cultura e patrimônio

### Lugares e monumentos

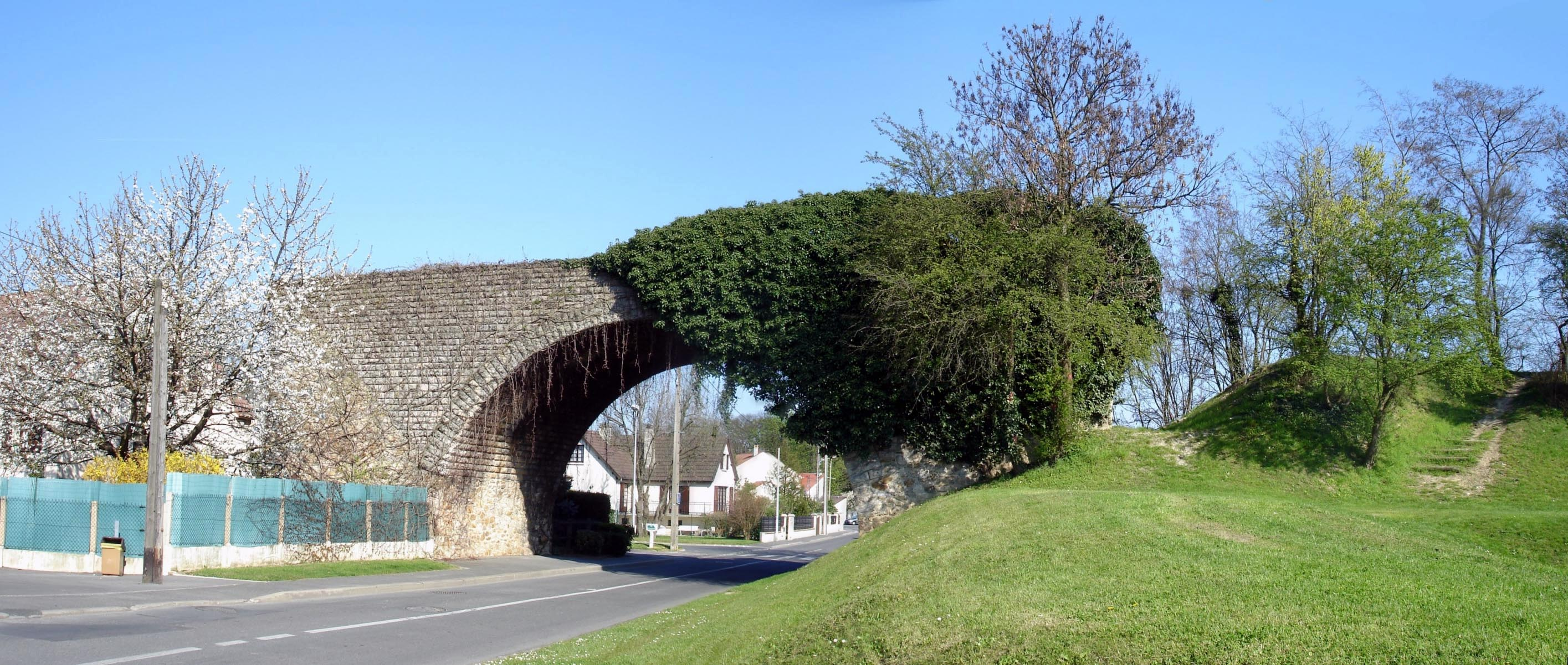
Ponte da linha Aulnay - Rivecourt (Chemin de Savigny).

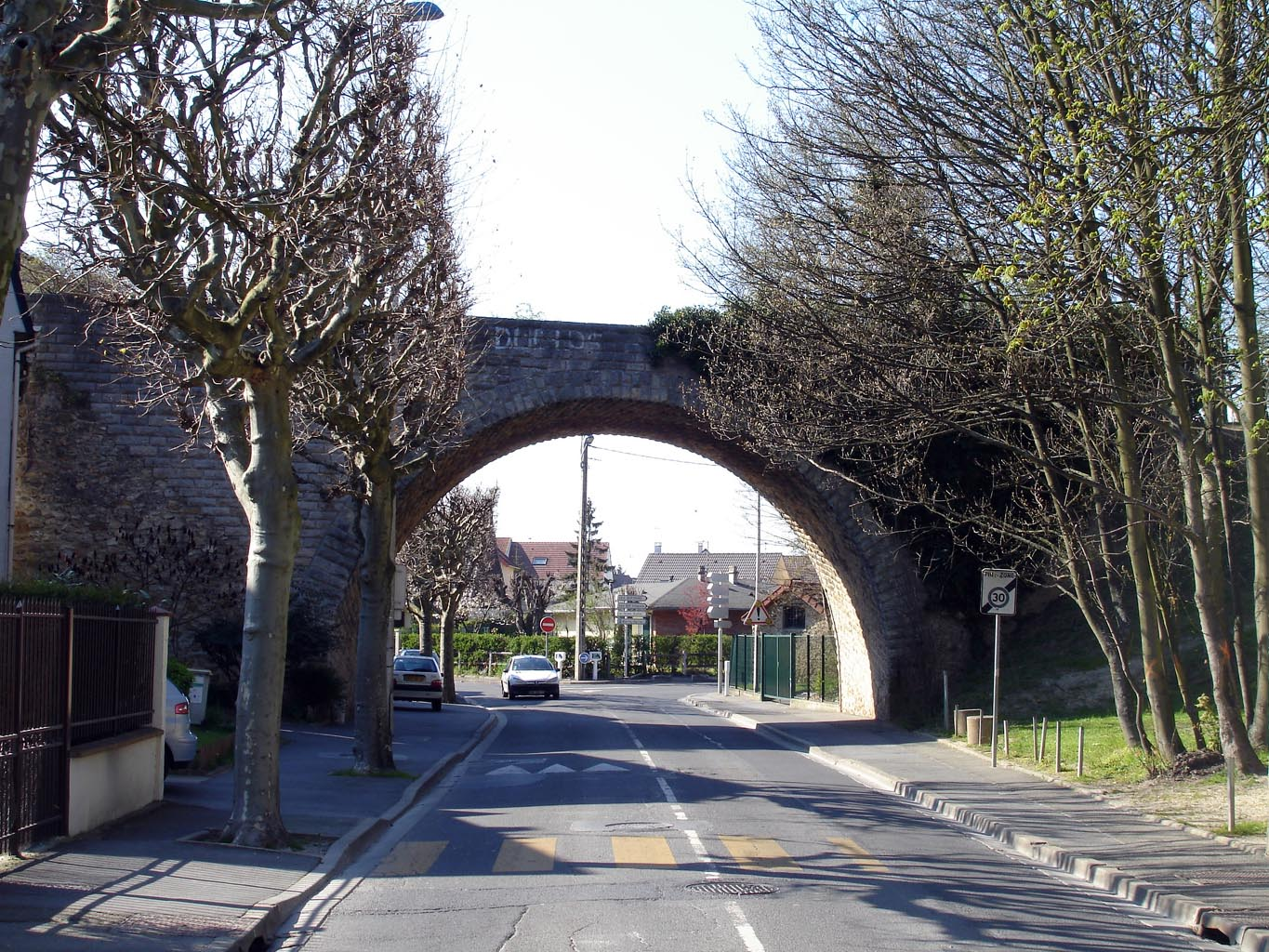
Ponte da linha Aulnay - Rivecourt (rue Henri-Barbusse)

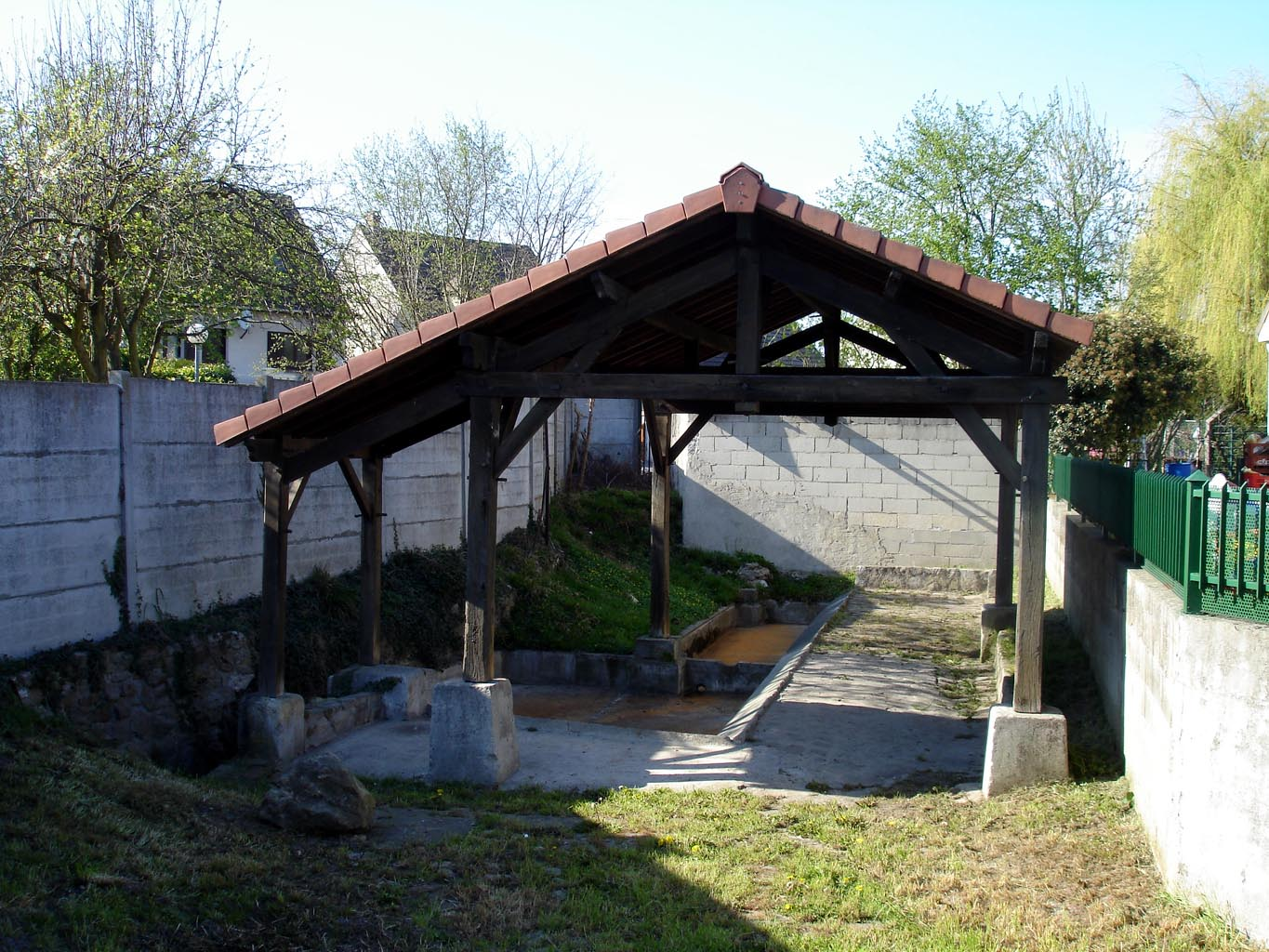
O lavatório.

A comuna tem um monumento inscrito no inventário dos monumentos históricos. Além disso, ela tem cinco objetos listados no inventário dos monumentos históricos e 3 objetos que estão listados no inventário geral do patrimônio cultural.

#### Monumentos Históricos
O Pavilhão do centenário do alumínio foi construído em Paris, em 1954 pelo arquiteto Jean Prouvé para celebrar o centenário da produção industrial do alumínio. Desmontado e depois remontado em Lille, em 1956, ele foi restaurado e transferido para o Parc des Expositions de Villepinte em 1999. A estrutura do pavilhão está inscrita desde 28 de abril de 1993.
Cinco objetos situados no interior da igreja de Notre-Dame são classificados ou registrados no inventário dos monumentos históricos :
- estatueta representando são Pedro[29] ;
- telha funeral de Nicolas Caillot, curado de Villepinte[30] ;
- o retábulo do altar-mor e sua pintura : a Assunção da Virgem[31] ;
- fontes batismais[32] ;
- telha funeral de Louise de Launay[33].

#### Outros lugares e monumentos
O antigo castelo de início do século XVII tornou-se, em 1881, um sanatório. Na verdade, o edifício foi comprado nesta época pela société immobilière anonyme de l'œuvre de Villepinte para acolher meninas "poitrinaires" (sofrendo de tuberculose), dirigida por uma congregação religiosa, as irmãs de Santa Maria Auxiliadora. Em 1888, o domínio cresce com um jardim de inverno anexado ao castelo, onde as meninas podiam receber suas famílias sem colocar o pé no exterior. O edifício abriga atualmente um estabelecimento hospitalar de médio prazo médico gerido por uma associação.
A capela do castelo foi construída de 1890 a 1892, e ao mesmo tempo um corpo de construção do castelo.
A igreja Notre-Dame-de-l'Assomption foi construída a partir do século Predefinição:S-.
A passagem dos castelões é uma passarela ligando o castelo para a igreja. Isso permitiu que os senhores para participar da missa sem ter que passar pelo exterior. Um painel situado à direita da entrada da igreja bloqueia atualmente a entrada dessa passagem.
A Citole é uma vila construída pelo arquiteto parisiense Bigle em 1859, para o agente de troca Jules Doazan, no local de um antigo château destruído nos dois anos anteriores. O edifício, construído no estilo Segundo Império, atualmente desabitado, é propriedade da comuna de Villepinte, desde 1990. Ele está em processo de restauração.
As pontes da via férrea Aulnay-Senlis-Rivecourt (rue Henri-Barbusse e chemin de Savigny) foram construídas em 1912 para a nova pista fornecida pela Companhia ferroviária do Norte a fim de ligar a linha Paris-Soissons à linha Paris-Creil-Compiègne. Desapropriações aconteceram, obras de arte foram feitas, dessas pontes, mas a Primeira Guerra Mundial interrompeu o trabalho que nunca mais foi retomado.
O antigo lavatório (ruelle du Lavoir), era antigamente alimentado pelo Sausset, pequeno curso de água da plaine de France tendo sua origem em Tremblay-en-France. Construída no percurso da nova via férrea Aulnay-Rivecourt, foi movido em 1912 à custa da Compagnie du Nord para a sua localização atual alimentado por um pequeno canal derivado do Sausset.

### Patrimônio Natural

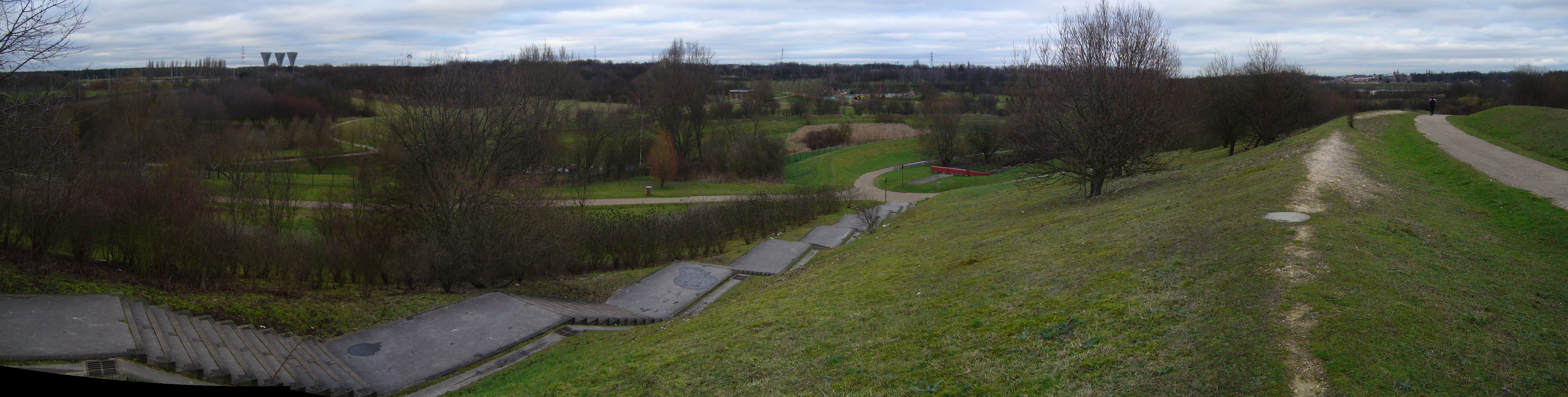
Parte do parc Sausset localizado na comuna de Villepinte.

- O parc de l'Abreuvoir, rue Henri-Barbusse (4,2 ha)
- O parc de la Roseraie - Victor Schœlcher, no ângulo das avenues Charles-de-Gaulle et Charlemagne (15 ha)
- O parc du 19 mars 1962, avenue Charlemagne, próximo ao parc de la Roseraie
- O parc urbain Marie Laurencin, rue Claude-Nicolas-Ledoux
- O promenade de l'avenue Emile-Dambel
- O parc départemental du Sausset, no noroeste da vila (200 ha, dos quais cerca de metade em Villepinte)
- O parc forestier de la Poudrerie (137 ha) e o bois départemental de la Tussion (60 ha), a sul da comuna, vestígios da antiga floresta de Bondy, classificados ao título das zonas naturais de interesse ecológico, faunístico e florístico[35] e dos sítios Natura 2000[36].

### Personalidades ligadas à comuna
- Jérôme II Bignon (1627-1697), proprietário do castelo de Villepinte, advogado-geral no Parlamento de Paris, bibliotecário do Rei.
- Armand-Jérôme Bignon (1771-1772), conselheiro de Estado, bibliotecário do Rei, preboste dos mercadores de Paris.
- Christophe Borgel, conselheiro regional da Île-de-France (2010-2013), primeiro adjunto do prefeito de 2008 a 2012, secretário nacional do PS, membro do parlamento para o Alto Garona, de 2012 a 2017.
- Alou Diarra, um jogador de futebol, nascido em Villepinte.
- Mathieu Dumas (1753-1837), o general, conde do Império, político, e seu filho, o conde Christian Léon Dumas (1799-1873), coronel de pessoal, político, proprietários do castelo de Citole até 1857.
- Félix Houphouët-Boigny (1905-1993), o primeiro presidente da República da Costa do Marfim, o proprietário e morador da villa de Citole, de 1952 a 1957.
- Saïd Taghmaoui, ator francês, nascido em Villepinte.